# Даниловка (Износковский район)
Даниловка — деревня в Износковском районе Калужской области Российской Федерации. Входит в состав сельского поселения «Село Износки».

## Физико-географическое положение
Расположено на Смоленско-Московской возвышенности, в 75 километрах от областного центра — города Калуги, и в 4 км от районного центра — села Износки.
Стоит на берегах реки Липенка.

## Население
| 2002 | 2010 |
| ---- | ---- |
| 6    | ↘0   |